# Eugen Krantz

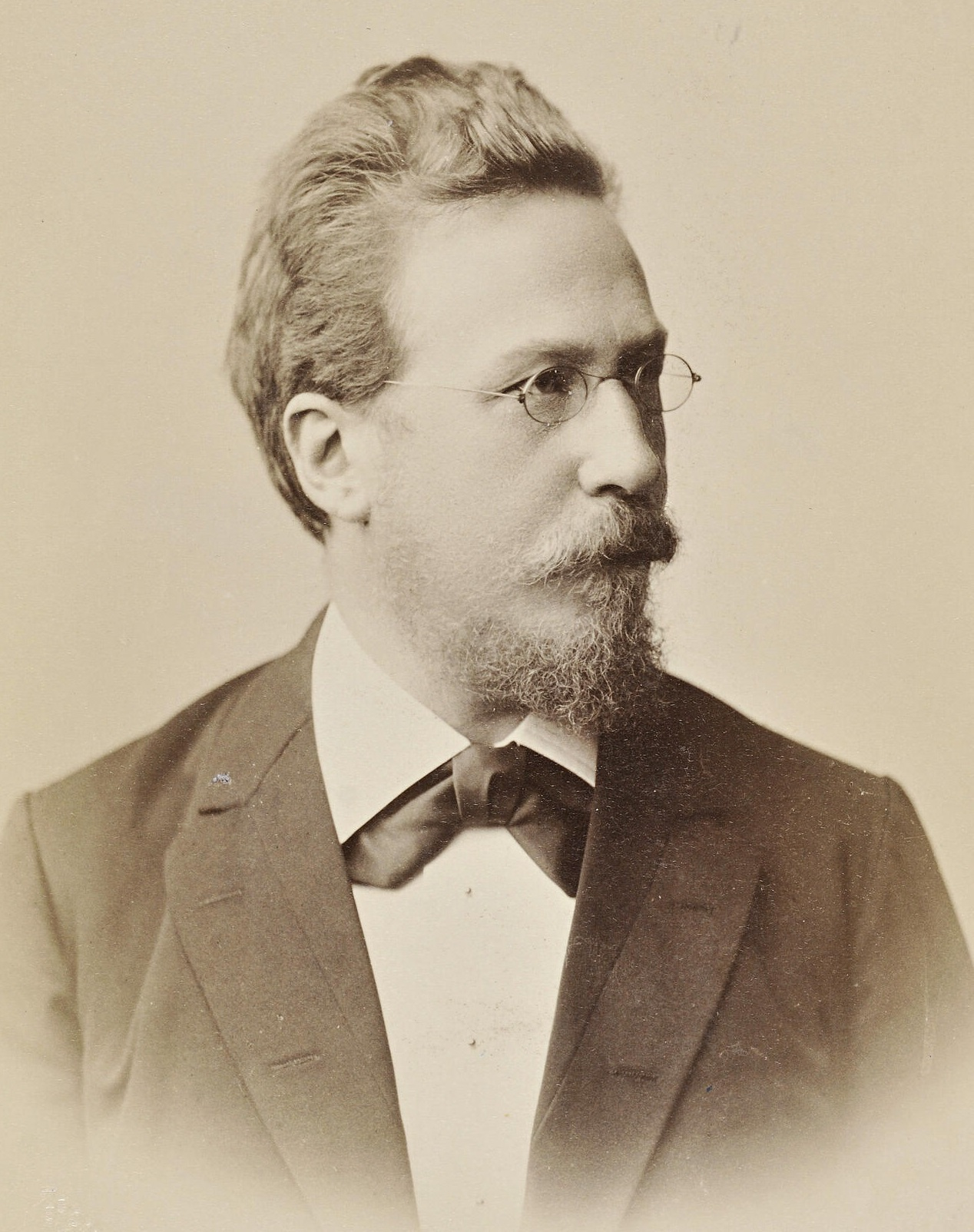
Georg Eugen Krantz um 1880

Georg Eugen Krantz (* 13. September 1844 in Dresden; † 26. Mai 1898 in Gohrisch bei Königstein) war ein deutscher Pianist und Musiklehrer.
Krantz war der Sohn des Malers Moritz Krantz und der Amalia Krantz geb. Schmidt. Er studierte am Konservatorium in Dresden. 1865 übernahm er einen Lehrauftrag in Pommern, ab 1869 lehrte er am Dresdner Konservatorium. 
Im gleichen Jahr am 17. November 1869 ehelichte Krantz die in Bautzen geborene katholische Marie Antonie Mautsch. Krantz (1846–1909), vorerst evangelisch, musste um von Maries Vater die Einwilligung zur Ehe zu erhalten, zur katholischen Konfession konvertieren.
Von 1869 bis 1884 leitete er den Chor der Hofoper in Dresden. 1882 wurde Krantz zum Professor ernannt.

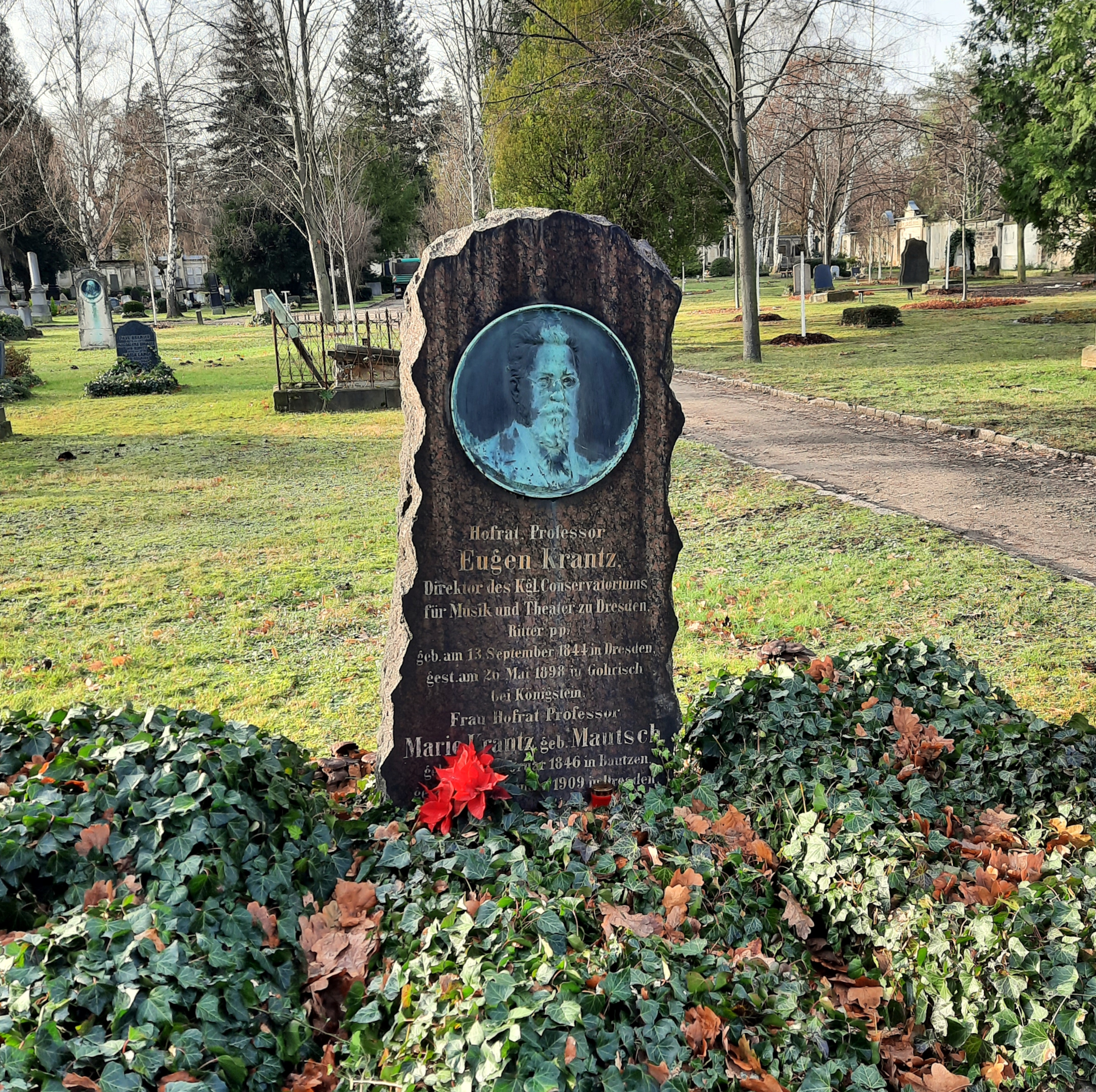
Eugen Krantz’ Grab auf dem Trinitatisfriedhof

1890 kaufte Krantz das Dresdner Konservatorium von Heinrich Pudor. Von 1896 bis zu seinem Tod 1898 leitete er gleichzeitig die Singakademie Dresden. Sein Grab befindet sich auf dem Trinitatisfriedhof. Seine Grabporträtplatte wurde vom Dresdner Bildhauer Friedrich Hecht gestaltet. Ihm zu Ehren wurde in Dresden die Krantzstraße benannt.
Seine Tochter Elisabeth (1871–1946) war mit dem Opernsänger, Komponisten und Direktor des Konservatoriums in Halle, Bruno Heydrich, verheiratet; deren Sohn war Reinhard Heydrich.
Zu Ehren von Krantz wurde im Juni 1935 eine Straße in Dresden-Trachau nach ihm benannt.